# إدغار باول بويكو
إدغار باول بويكو (بالإنجليزية: Edgar Paul Boyko)‏ هو صحفي ومحامي وسياسي أمريكي، ولد في 19 أكتوبر 1918 في فيينا في النمسا، وتوفي في 2002.